# Festa do Carolo
A festa do Carolo é uma antiga tradição festejada na freguesia de Folhadela, em Vila Real. Depois das festas religiosas, várias cestas de pães são levadas até ao altar para serem benzidas e depois oferecidas à população local em agradecimento pelas colheitas deste ano. Da torre da igreja, dois dos mais velhos moradores da freguesia, jogam pão para a multidão que junta-se à porta da igreja.
“As crónicas assinalam a presença de uma Irmandade do Espírito Santo, na freguesia de Folhadela, pelo menos até ao século XVIII. Esta irmandade festejava o Corpo de Deus no 3° domingo de Agosto que a seguinte descrição atesta: depois de acabada a festa por antiga tradição cujo princípio se ignora (...) alguém é obrigado a dar os primeiros seis alqueires de trigo corrente para se repartirem em fatias a todas as pessoas que assistiram à festa”.